# Diaconessenhuis (Eindhoven)
Het Diaconessenhuis is een voormalig ziekenhuis in Eindhoven dat in 2002 in een fusie met het Sint Josephziekenhuis is opgegaan in het Máxima Medisch Centrum (MMC) als locatie Eindhoven.

## Historie
Door de groei van Philips in het begin van de 20e eeuw groeide ook Eindhoven, vooral door import uit de rest van het land. Dat leidde eveneens tot een groei van het aantal protestanten, waardoor ook vraag ontstond naar ziekenzorg op protestantse grondslag. Na eerdere mislukte pogingen eind jaren 1920, kon in 1933 met hulp van dr. Anton Philips een noodziekenhuis worden geopend aan de Parklaan in Eindhoven in de huidige villa Dommelhoef. in 1953 besloot men tot bouw van een nieuw Diaconessenhuis aan de Dommelhoefstraat. Medio jaren ’60 kon de nieuwbouw aan de ds. Th. Fliednerstraat in gebruik worden genomen. Hier is de locatie Eindhoven van het MMC nog steeds gevestigd.